# Сулия (река)
Су́лия (устар. Зулия; исп. Río Zulia) — река в Колумбии и Венесуэле на севере Южной Америки, правый приток Кататумбо. В Колумбии протекает по территории департамента Северный Сантандер, в Венесуэле — по территории штатов Тачира и Сулия.

## География

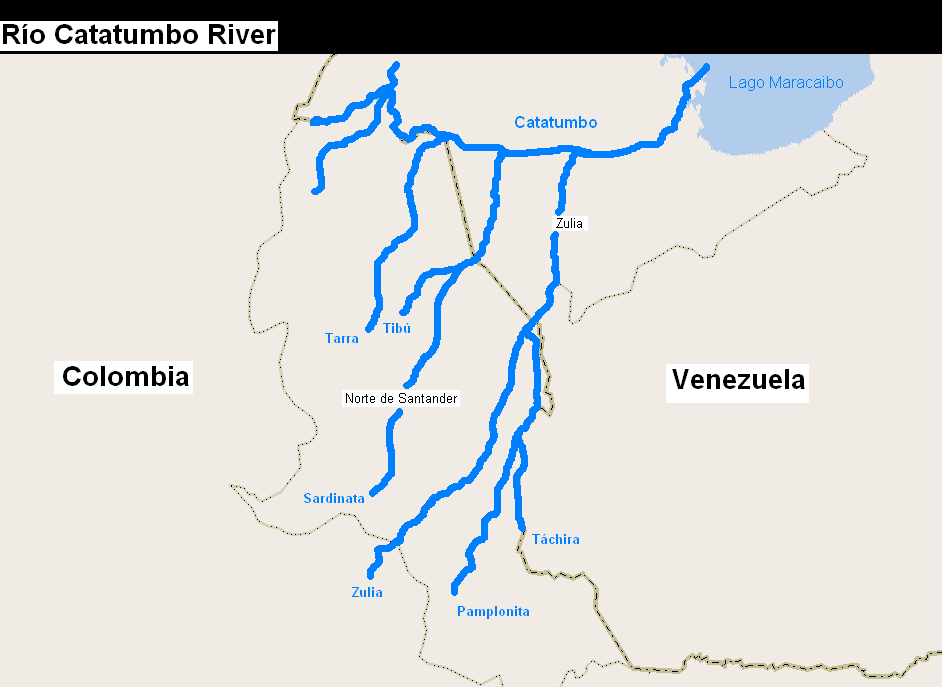
Бассейн реки Кататумбо

Берёт начало на северо-востоке Колумбии в департаменте Северный Сантандер. Реки, питающие Сулию, формируются в восточной части Анд на высоте 4220 метров, сама река начинается на высоте 3500 метров на северных склонах холмов Сантурбан-Парамо, к западу от национального парка Тама. Впадает в реку Кататумбо на территории штата Сулия в Венесуэле.
Длина реки составляет 310 км (из них 154 км в Северном Сантандере), площадь бассейна реки в Северном Сантандере составляет 3435 км².
Основные притоки: Грита, Оропе, Тачира и Памплонита (правые), Пералонсо, Салазар, Мотилон, Медио, Арболедас и Тарра (левые).
Тачира и Памплонита являются источниками водоснабжения города Кукута, административного центра департамента Северный Сантандер.

## Название
Особенностью реки Сулии являются частые наводнения, поэтому предполагают, что первоначальное название реки было curibae или culibae, что означает «речной разлив», затем эти слова эволюционировали к нынешнему названию.
По другой версии название пришло из языка бари, в котором слово «Сулия» означает «судоходная река» или «благородная речная вода.»